# 京成船橋駅
京成船橋駅（けいせいふなばしえき）は、千葉県船橋市本町一丁目にある、京成電鉄本線の駅である。駅番号はKS22。
モーニングライナー・イブニングライナーなども含め、当駅を通る旅客列車は全て停車する。
当駅は、東日本旅客鉄道（JR東日本）・東武鉄道の船橋駅（南口）と近接しており、乗換駅となっている。

## 歴史
当初計画では東日本旅客鉄道（JR東日本）・東武鉄道の船橋駅より北に駅を建設予定であったが、船橋市の中心市街地から離れすぎるということから南側に変更された。当駅付近では直線的に市街地を貫通する予定であったが、住民の反対で急曲線に変更された。

### 年表
- 1916年（大正5年）12月30日 - 船橋駅として開業[3]。
- 1931年（昭和6年）11月18日 - 京成船橋駅に改称[3]。
- 1992年（平成4年）11月 - 工事着手。
- 2004年（平成16年）11月27日 - 上り（京成上野・押上方面）ホームを高架化[4]。
- 2006年（平成18年）11月25日 - 下り（京成成田方面）ホームを高架化[5][6]。これに伴い駅前踏切を廃止。
- 2009年（平成21年）3月24日 - ネクスト船橋開業[7]。
- 2010年（平成22年）7月17日 - 成田スカイアクセス線開業に伴うダイヤ改正によって、スカイライナーがスカイアクセス線経由に変更されて当駅を経由しなくなり、かわりに新設されたシティライナーの停車駅となる[8]。
- 2015年（平成27年）12月5日 - ダイヤ改正によりシティライナーが廃止され[注 2]、新たにモーニングライナー・イブニングライナーの停車駅となる[9]。

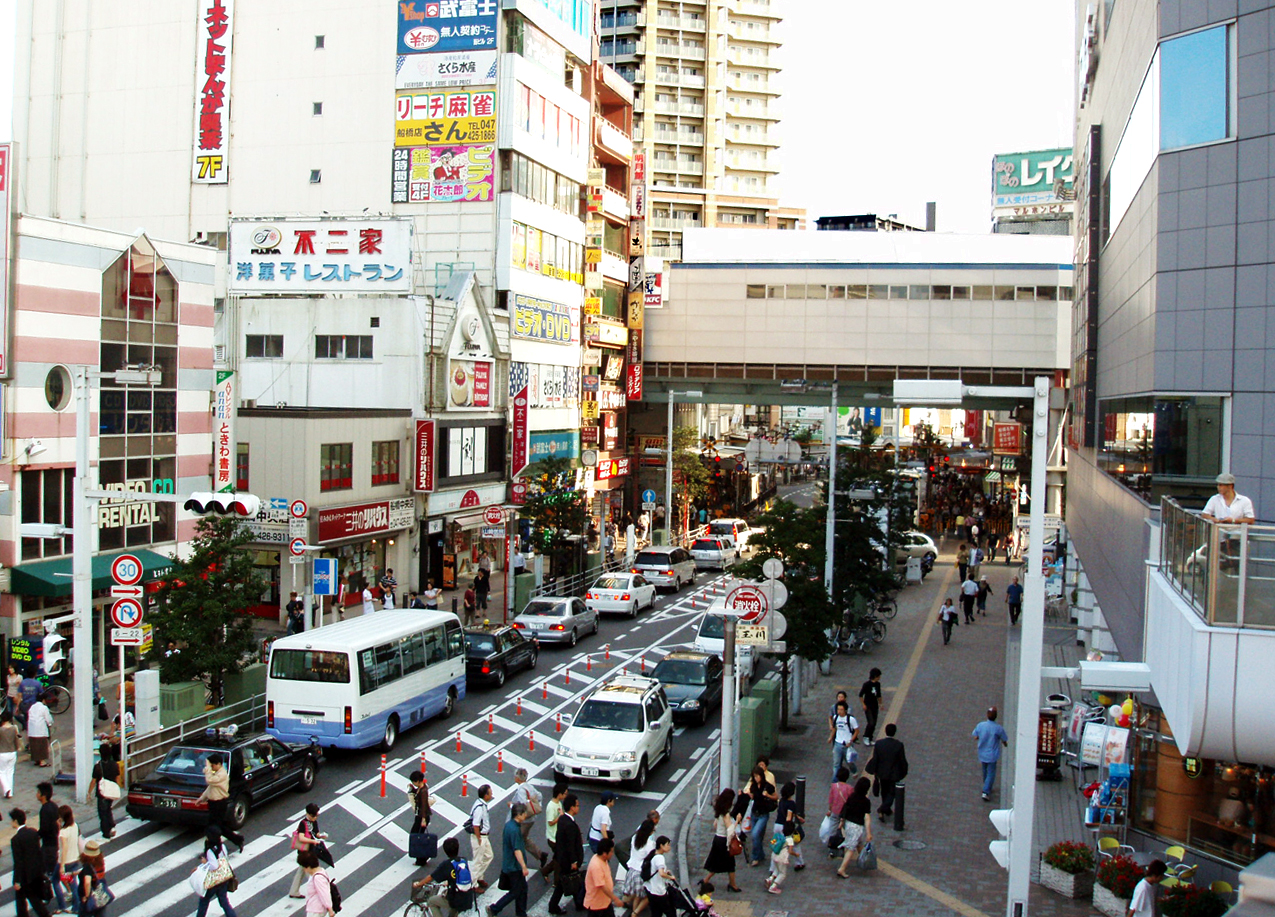
2006年頃の駅舎北側（2006年9月）
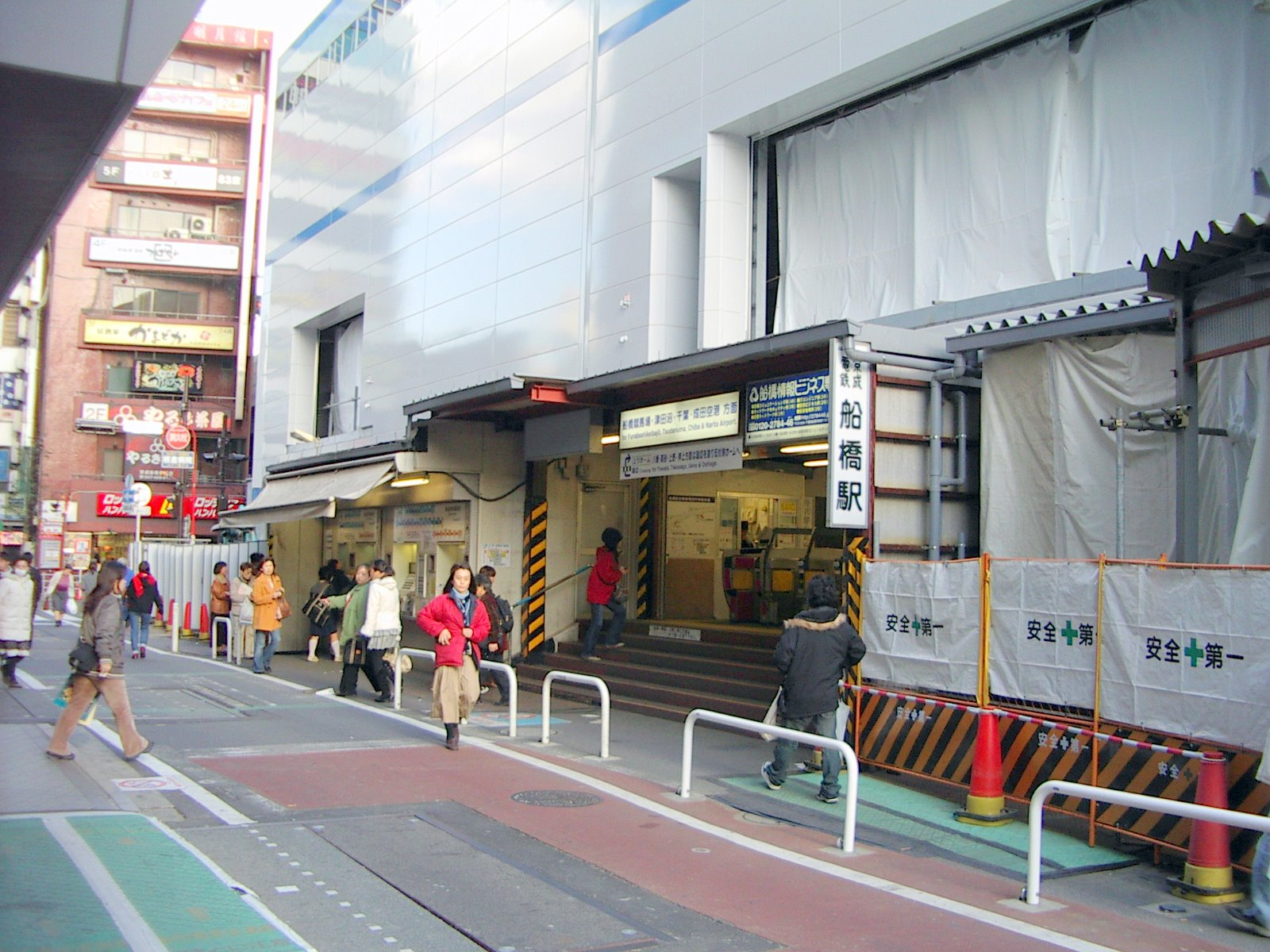
2007年11月16日まで使用されていた駅出入口（2007年2月）
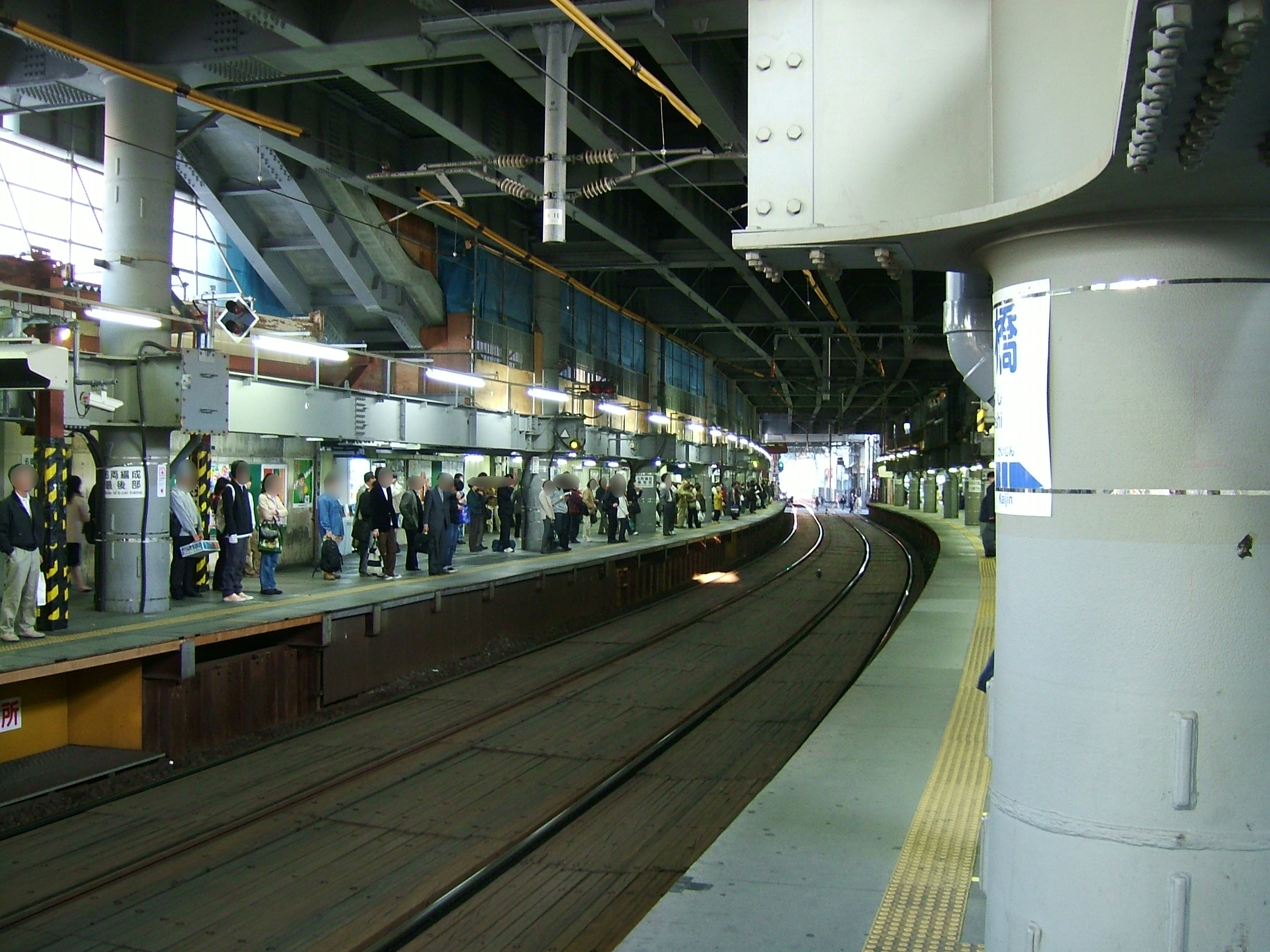
地平時代の駅ホーム（2004年11月）
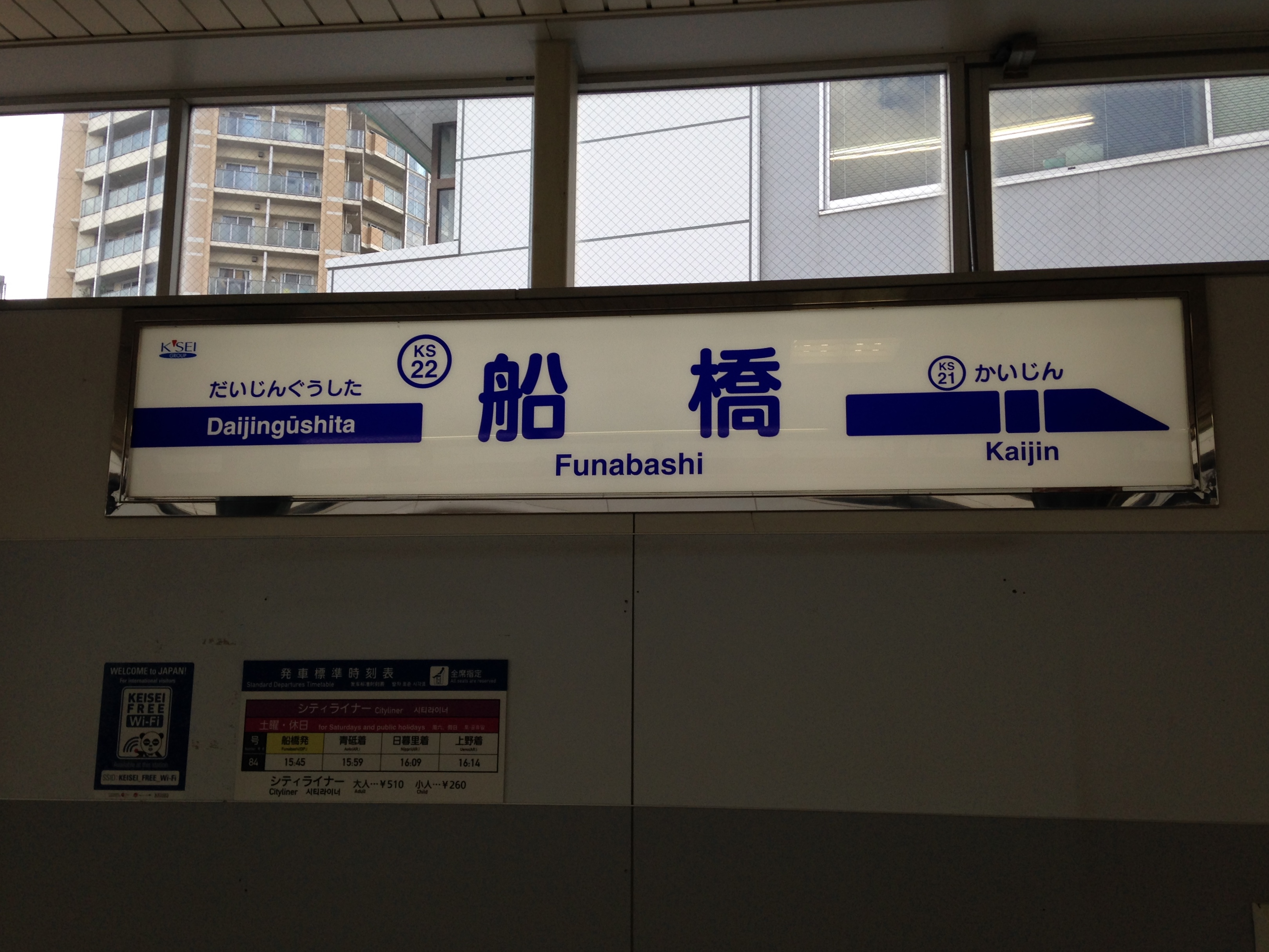
旧1番線駅名標（2015年9月）

## 駅構造
相対式ホーム2面2線を有する高架駅。駅長配置駅。以前は、跨線橋もない地上駅であった。しかし、列車の本数が多く、京成成田寄りの「船橋1号踏切」は「開かずの踏切」になることもしばしばあり、これを解消するべく、1983年より海神 - 大神宮下間2.5キロメートル（km）の高架化工事が進められてきた。2006年（平成18年）11月25日に線路は高架化され、駅周辺の鉄道との平面交差はなくなった。そのため、渋滞はほぼ解消されている。
2009年（平成21年）3月24日には商業施設「ネクスト船橋」が開業し、長期にわたって行われてきた高架化工事が終了した。
発車標は、3色LEDを使用していたが、2023年にフルカラーLED式に交換され、駅案内放送も成田スカイアクセスの駅と同じ内容になった。

### のりば
| 番線 | 路線     | 方向 | 行先                                                             |
| ---- | -------- | ---- | ---------------------------------------------------------------- |
| 1    | 京成本線 | 上り | 京成高砂・青砥・日暮里・京成上野・押上・ 都営浅草線・ 京急線方面 |
| 2    | 京成本線 | 下り | 京成津田沼・京成成田・ 成田空港・京成千葉・ 松戸線方面           |

- 上表の路線名は成田空港線開業後の旅客案内の名称に基づいている。
- ホーム有効長は10両分ある（10両編成化の予定があったスカイライナーの停車に対応するための名残）。
- 以前の車内アナウンスでは、当駅でのJR線・東武線への乗り換え案内を行っていなかった。

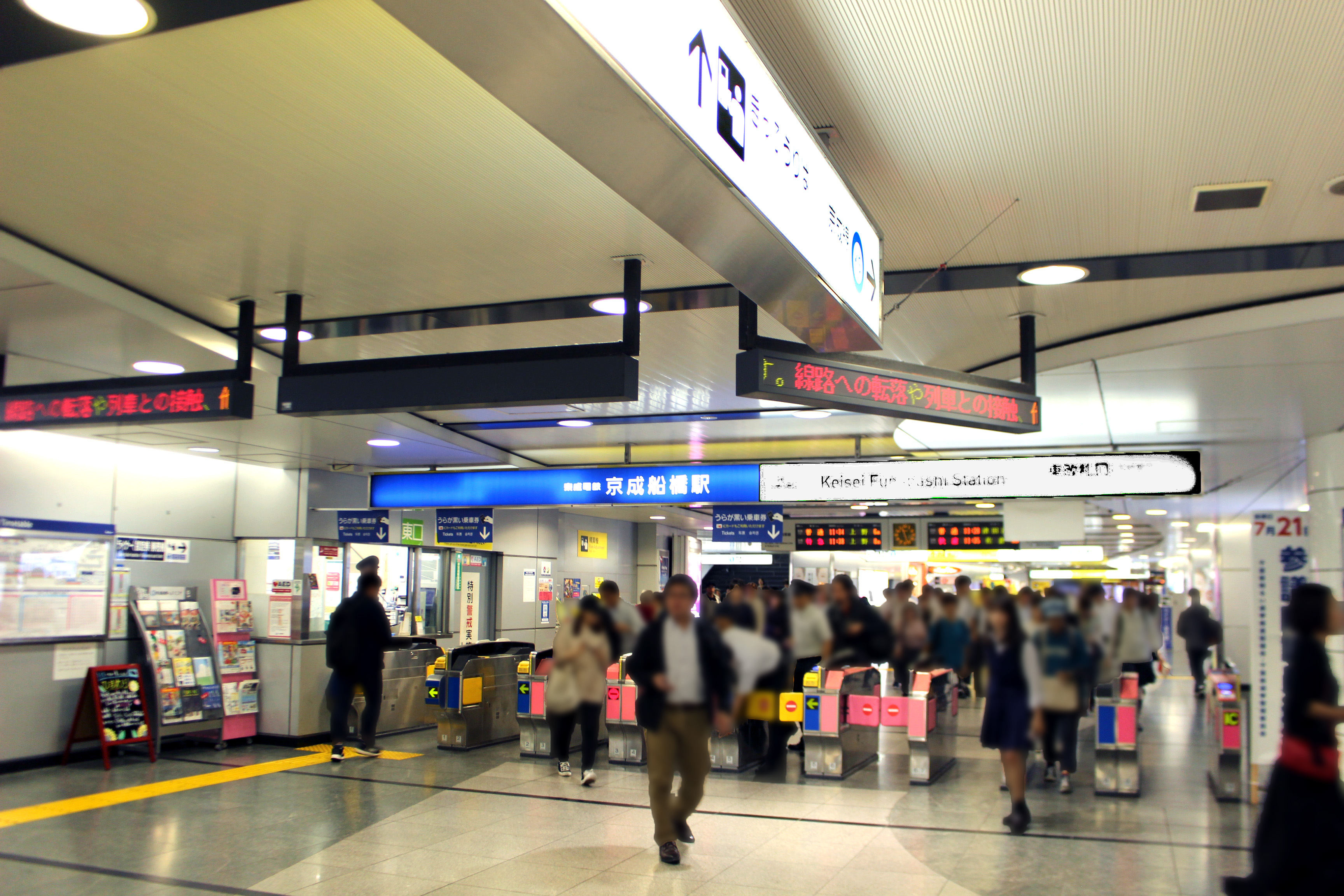
東口改札（2019年7月）
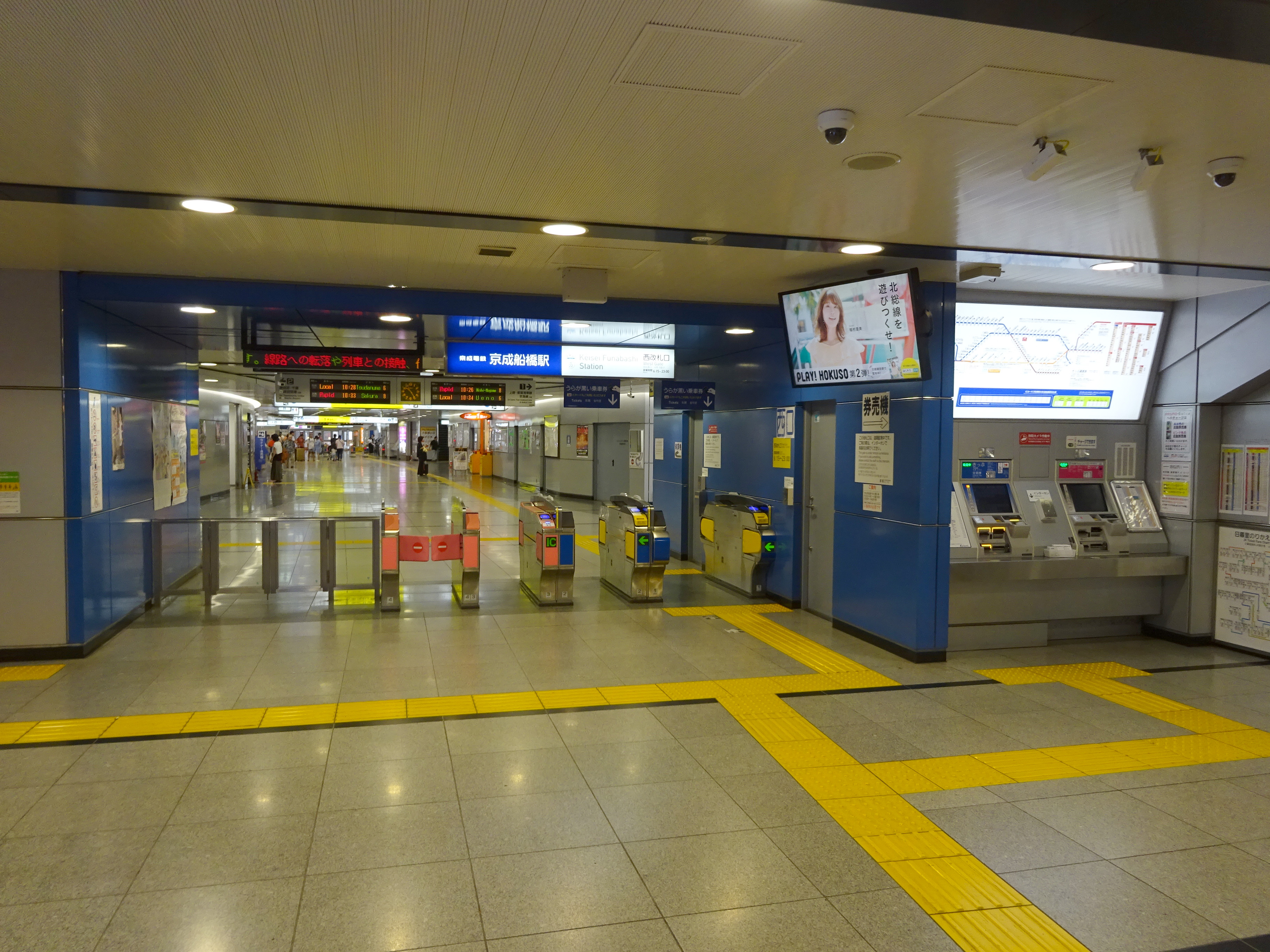
西口改札（2018年9月）
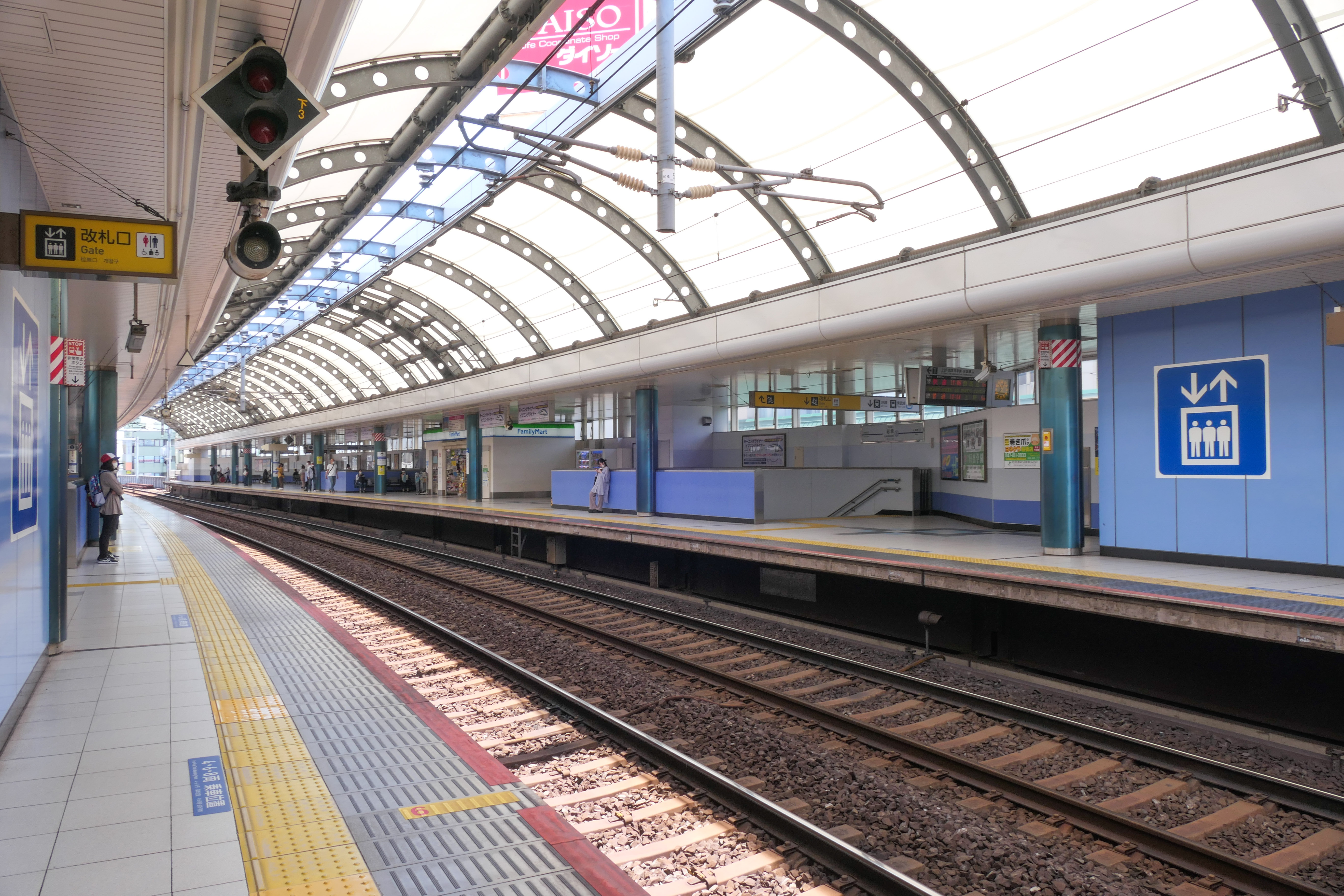
ホーム（2021年6月）
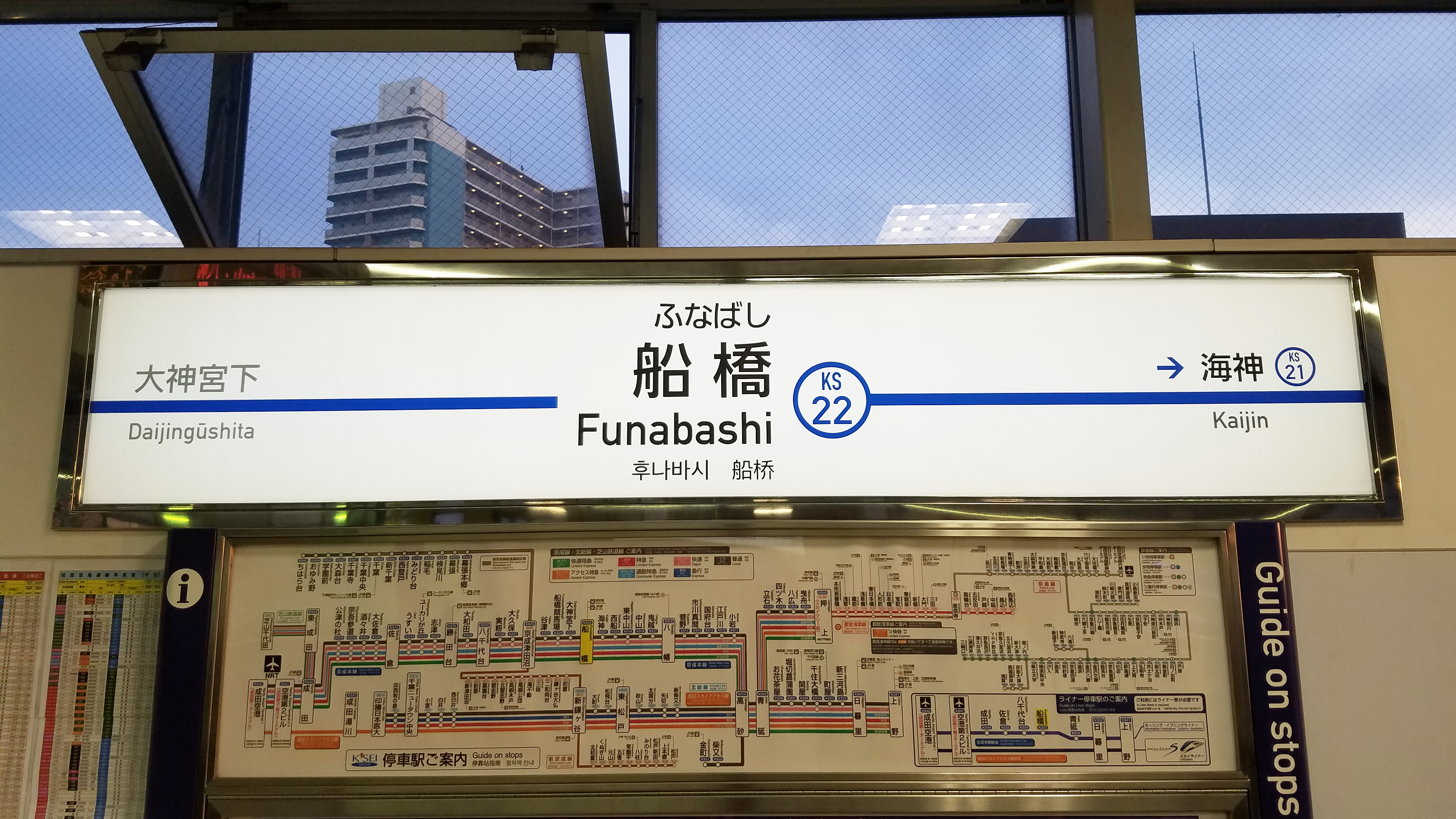
1番線駅名標（2017年8月）
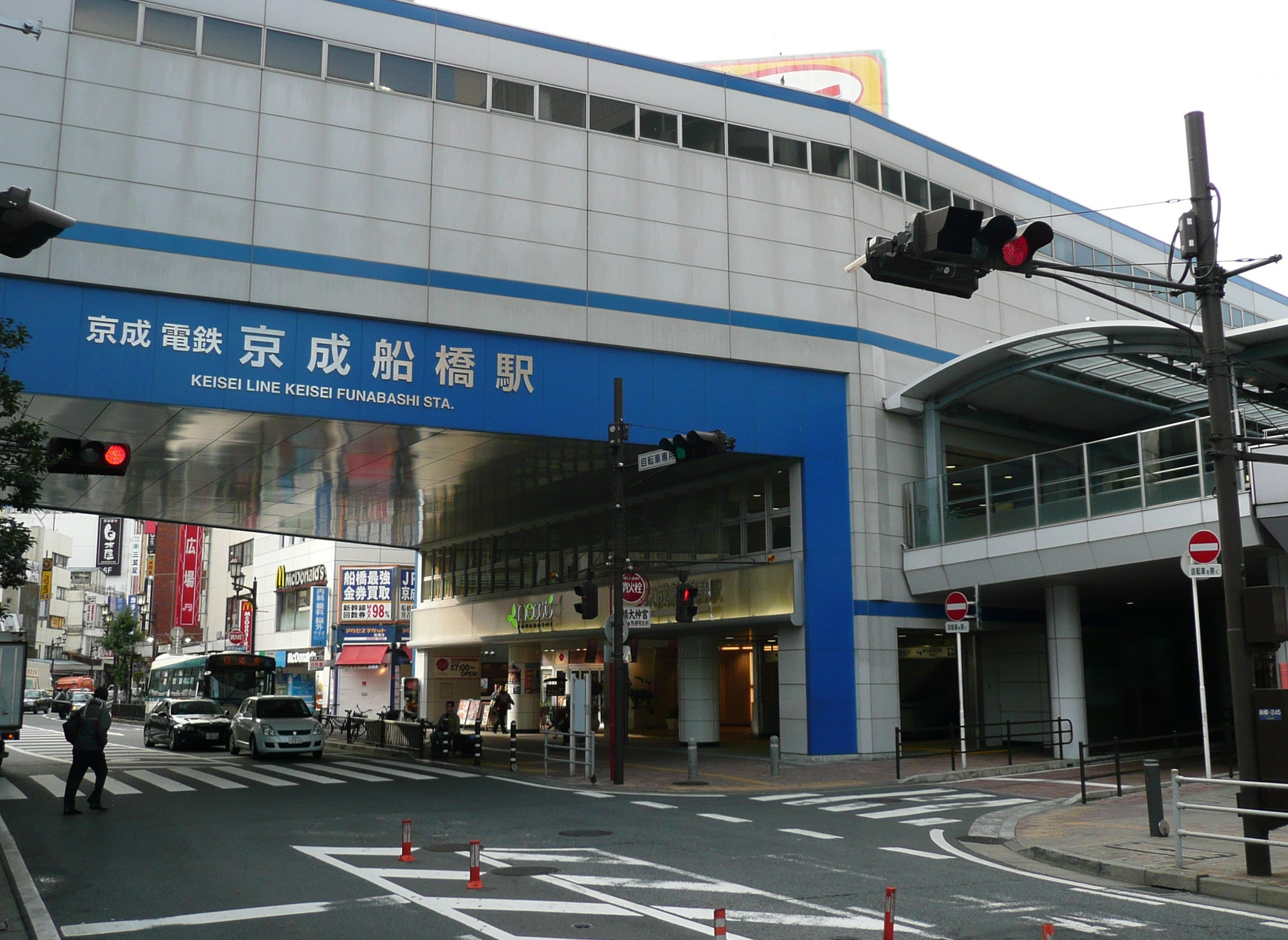
東口外観（2011年10月）
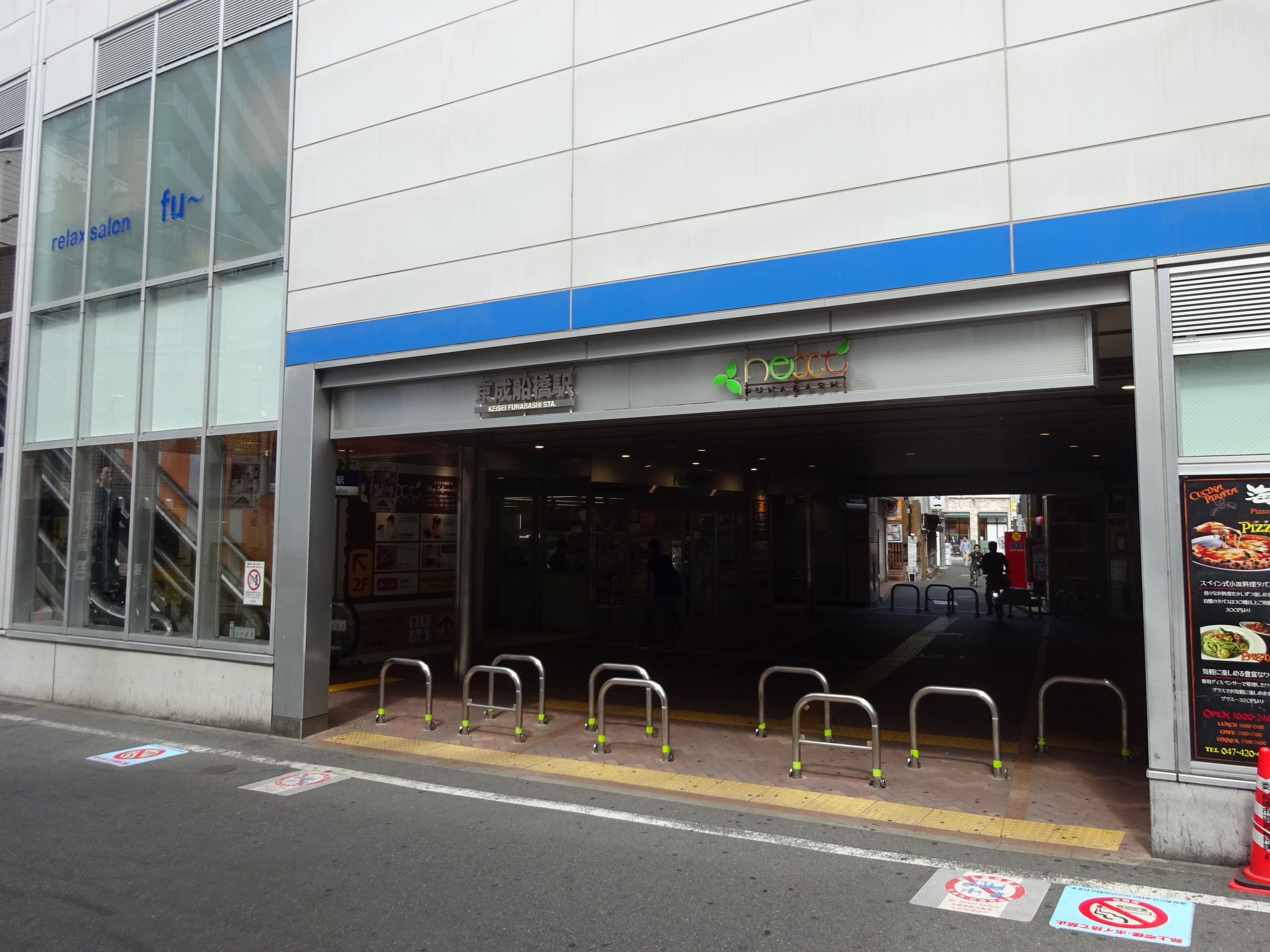
西口外観（2018年9月）
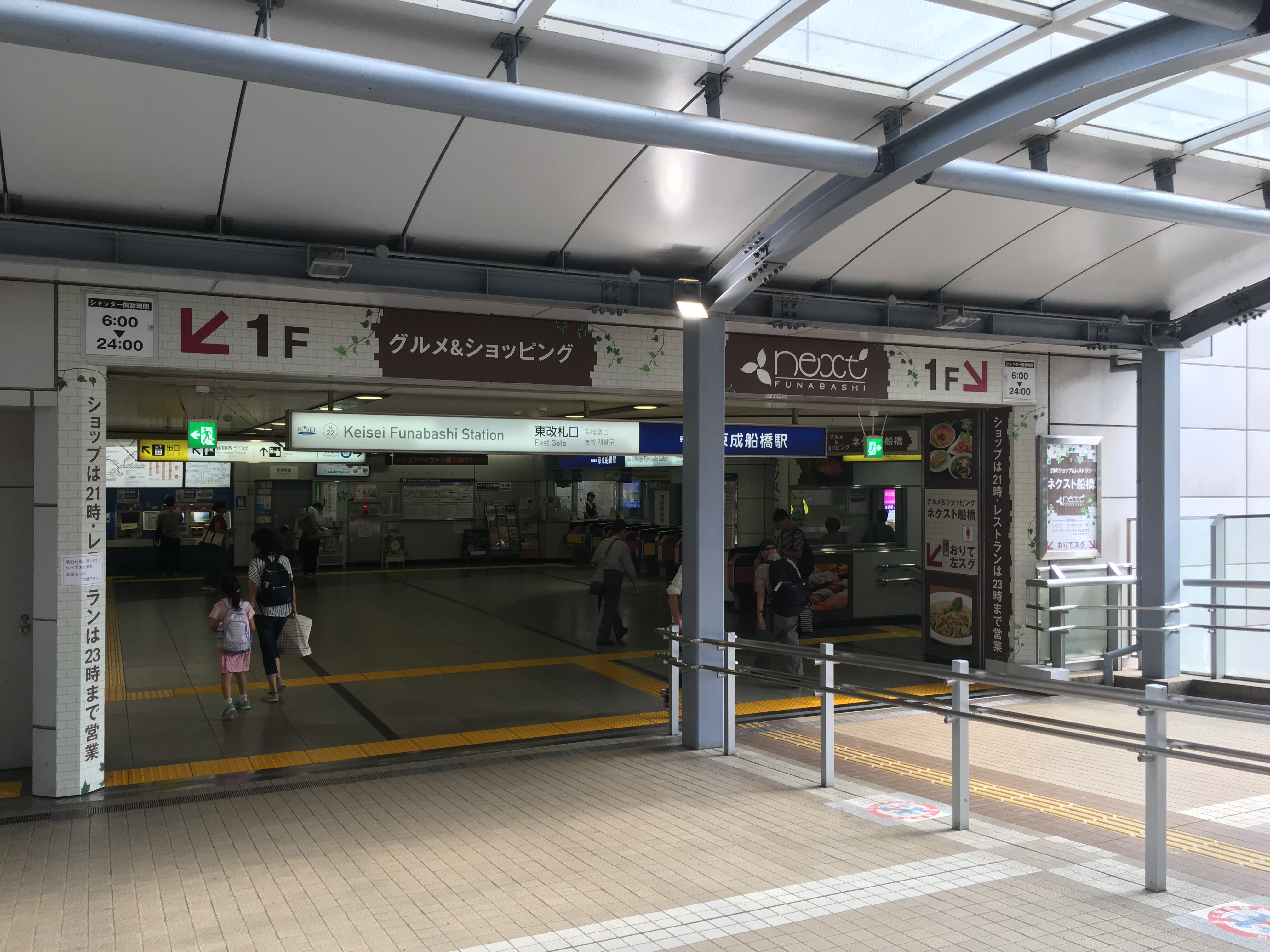
船橋フェイスビル直結出入口（2019年8月）

## 利用状況

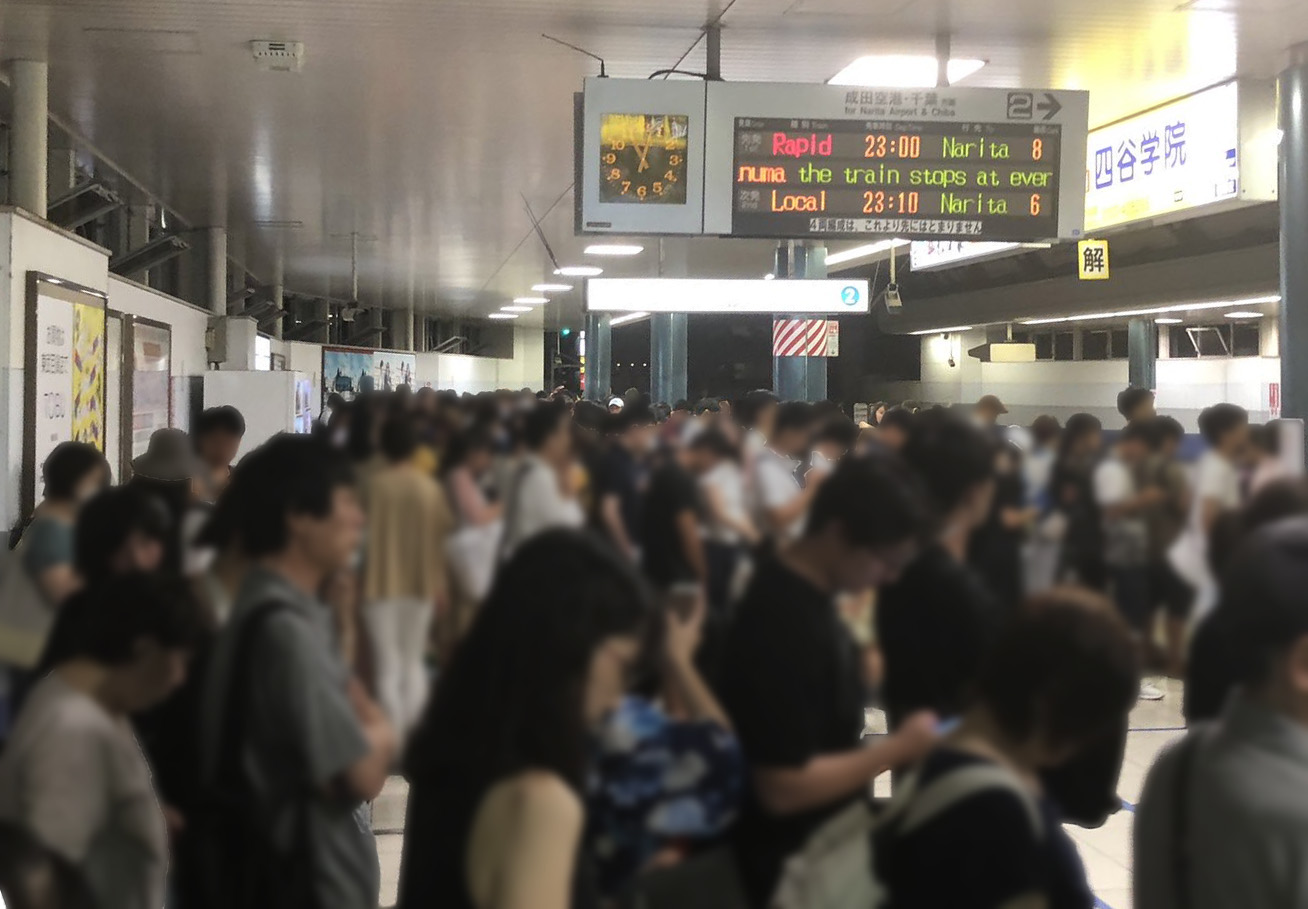
ラッシュ時（23時頃）の駅ホーム（2019年8月）

2024年度の1日平均乗降人員は90,840人である。近年の1日平均乗降・乗車人員の推移は下表の通りである。
| 年度               | 1日平均 乗降人員 | 1日平均 乗降人員 | 1日平均 乗車人員 | 1日平均 乗車人員 |
| ------------------ | ---------------- | ---------------- | ---------------- | ---------------- |
| 1975年（昭和50年） |                  |                  | 65,333           | [ * 2 ]          |
| 1980年（昭和55年） |                  |                  | 64,592           | [ * 3 ]          |
| 1985年（昭和60年） |                  |                  | 64,651           | [ * 4 ]          |
| 1989年（平成元年） |                  |                  | 68,550           | [ * 5 ]          |
| 1990年（平成02年） |                  |                  | 69,820           | [ * 6 ]          |
| 1991年（平成03年） |                  |                  | 70,344           | [ * 7 ]          |
| 1992年（平成04年） |                  |                  | 69,640           | [ * 8 ]          |
| 1993年（平成05年） |                  |                  | 68,333           | [ * 9 ]          |
| 1994年（平成06年） |                  |                  | 67,088           | [ * 10 ]         |
| 1995年（平成07年） |                  |                  | 67,203           | [ * 11 ]         |
| 1996年（平成08年） |                  |                  | 59,634           | [ * 12 ]         |
| 1997年（平成09年） |                  |                  | 55,672           | [ * 13 ]         |
| 1998年（平成10年） |                  |                  | 53,488           | [ * 14 ]         |
| 1999年（平成11年） |                  |                  | 50,952           | [ * 15 ]         |
| 2000年（平成12年） |                  |                  | 49,062           | [ * 16 ]         |
| 2001年（平成13年） |                  |                  | 47,933           | [ * 17 ]         |
| 2002年（平成14年） |                  |                  | 46,254           | [ * 18 ]         |
| 2003年（平成15年） | 91,240           | [ 広告 2 ]       | 45,489           | [ * 19 ]         |
| 2004年（平成16年） | 89,528           | [ 広告 3 ]       | 44,999           | [ * 20 ]         |
| 2005年（平成17年） | 88,499           | [ 広告 4 ]       | 44,485           | [ * 21 ]         |
| 2006年（平成18年） | 87,529           | [ 広告 5 ]       | 44,086           | [ * 22 ]         |
| 2007年（平成19年） | 88,106           | [ 広告 6 ]       | 44,225           | [ * 23 ]         |
| 2008年（平成20年） | 91,353           | [ 広告 7 ]       | 45,729           | [ * 24 ]         |
| 2009年（平成21年） | 92,190           | [ 広告 8 ]       | 46,136           | [ * 25 ]         |
| 2010年（平成22年） | 91,907           | [ 広告 9 ]       | 45,940           | [ * 26 ]         |
| 2011年（平成23年） | 91,071           | [ 広告 10 ]      | 45,492           | [ * 27 ]         |
| 2012年（平成24年） | 92,145           | [ 広告 11 ]      | 46,002           | [ * 28 ]         |
| 2013年（平成25年） | 93,256           | [ 広告 12 ]      | 46,542           | [ * 29 ]         |
| 2014年（平成26年） | 92,109           | [ 広告 13 ]      | 46,000           | [ * 30 ]         |
| 2015年（平成27年） | 93,420           | [ 広告 14 ]      | 46,673           | [ * 31 ]         |
| 2016年（平成28年） | 93,955           | [ 広告 15 ]      | 46,970           | [ * 32 ]         |
| 2017年（平成29年） | 94,507           | [ 広告 16 ]      | 47,225           | [ * 33 ]         |
| 2018年（平成30年） | 94,318           | [ 広告 17 ]      | 47,142           | [ * 34 ]         |
| 2019年（令和元年） | 93,281           | [ 広告 18 ]      | 46,610           | [ * 35 ]         |
| 2020年（令和02年） | 67,723           | [ 京成 2 ]       | 33,858           | [ 京成 2 ]       |
| 2021年（令和03年） | 73,750           | [ 京成 3 ]       | 36,887           | [ 京成 3 ]       |
| 2022年（令和04年） | 82,828           | [ 京成 4 ]       | 41,353           | [ 京成 4 ]       |
| 2023年（令和05年） | 88,095           | [ 京成 5 ]       | 43,984           | [ 京成 5 ]       |
| 2024年（令和06年） | 90,840           | [ 京成 1 ]       | 45,366           | [ 京成 1 ]       |

## 駅周辺
ペデストリアンデッキと再開発ビルである船橋フェイスビル（Face）により、当駅と東日本旅客鉄道（JR東日本）・東武鉄道の船橋駅（南口）が接続されている。さらに2007年11月17日からは駅コンコースにも直結した。船橋フェイスビルとコンコースをつなぐ通路は船橋フェイスビル2階通路と同様、早朝深夜帯は閉鎖されるため、当該時間帯は地上の公道・横断歩道を経由する必要がある。
当駅東口前には千葉県道39号船橋停車場線が通り、駅南側には京葉道路（船橋インターチェンジ）、東関東自動車道、国道14号（千葉街道）、国道357号（東京湾岸道路）、千葉県道156号船橋埠頭線が通る。当駅の駅ビルであるネクスト船橋（next）には、レストランやフード、ファッション雑貨など約20店舗の専門店を有する（地上1階 - 2階）。
以下、総武本線より南側の施設等一覧（北側は「船橋駅#駅周辺」を参照）。
- 船橋市役所
  - 千葉銀行船橋支店船橋市役所出張所
- 法務省千葉地方法務局船橋支局
- 船橋警察署船橋駅前交番
- 船橋市中央消防署
- 船橋公共職業安定所第一庁舎・第二庁舎
- 船橋市中央図書館
- 船橋市民文化ホール
- 船橋市勤労市民センター
- 千葉船橋美容専門学校
- 中山学園高等学校
- 船橋市立湊中学校
- 船橋市立船橋小学校
- 船橋市立湊町小学校
- 船橋市立南本町小学校
- 板倉病院
- 船橋郵便局
  - ゆうちょ銀行船橋店
- 船橋本町郵便局
- 三菱UFJ銀行船橋駅前支店
- 三井住友銀行船橋支店
- 千葉銀行船橋支店
- 京葉銀行船橋支店
- 千葉興業銀行船橋支店
- 大和証券船橋支店
- 東海東京証券船橋支店
- 野村證券船橋支店
- 東京東信用金庫 船橋支店
- SMBC日興証券船橋支店
- 船橋本町通り商店街
- 船橋フェイスビル - 商業ゾーン（ビックカメラなど店舗数約36店舗[11]）・公共公益ゾーン・オフィスゾーンと区分されている。
- シャポー船橋（成城石井・ワイズマートなど店舗数約96店舗、船橋駅の駅ビル[12]。）
- 東武ストア 船橋南本町店
- アタック船橋湊町店28
- ドン・キホーテ 船橋南口店
- ダイソーギガ船橋店（売り場面積日本一の100円ショップ）
- 洋服の青山船橋南口店
- マツモトキヨシ船橋駅前通り店
- くすりの福太郎船橋南口店
- くすりの福太郎船橋本町通り店
- 日産レンタカー船橋駅南口店（京成上野方面高架下）
- スギドラッグ船橋本町店
- 石井食品本社
- 地域新聞社本社
- 京成トラベルサービス本社
- パークハウスプレシアタワー
- 船橋東照宮（船橋御殿）

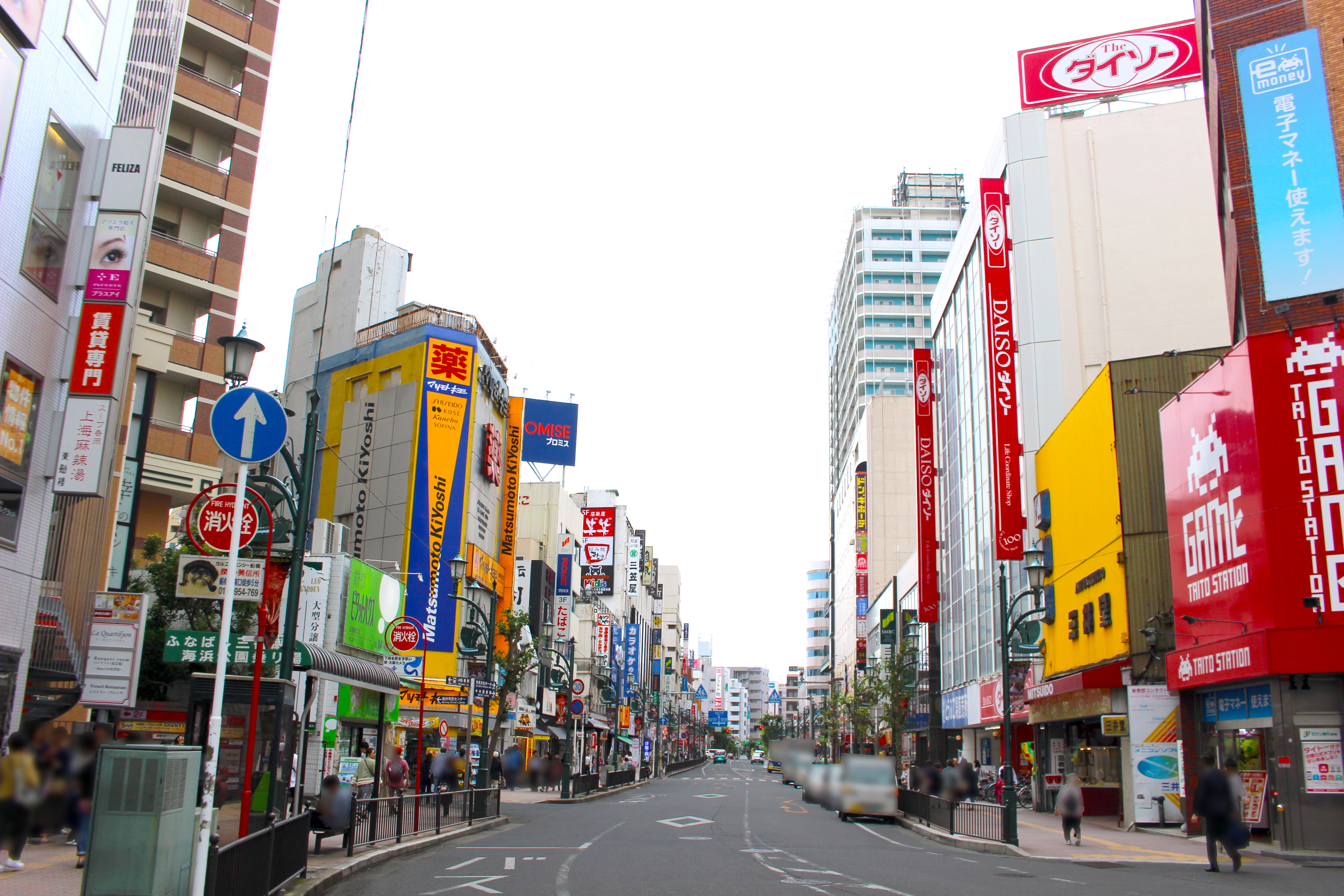
東口より南側の駅前通り 県道39号船橋停車場線（2019年7月）
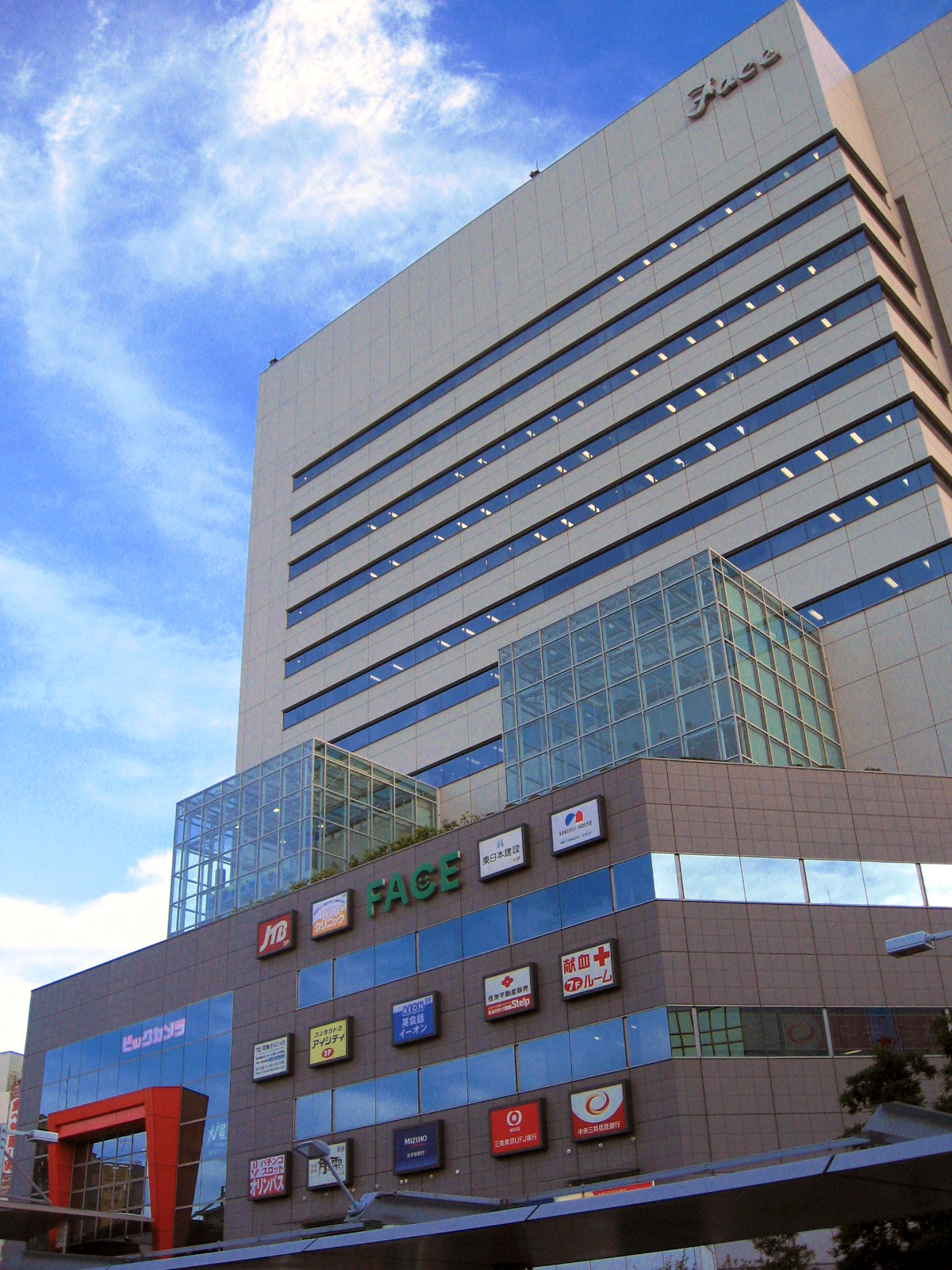
船橋フェイスビル
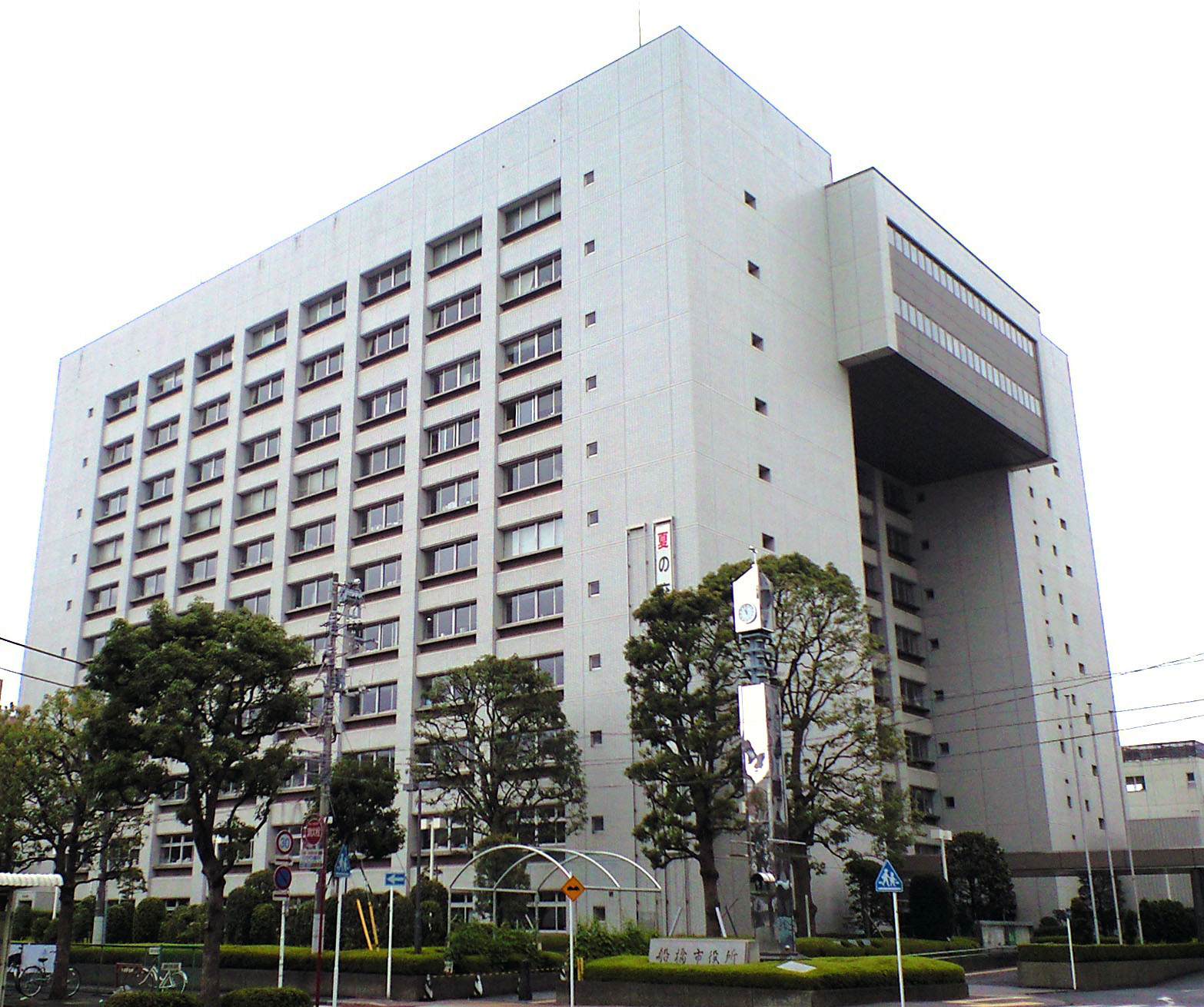
船橋市役所
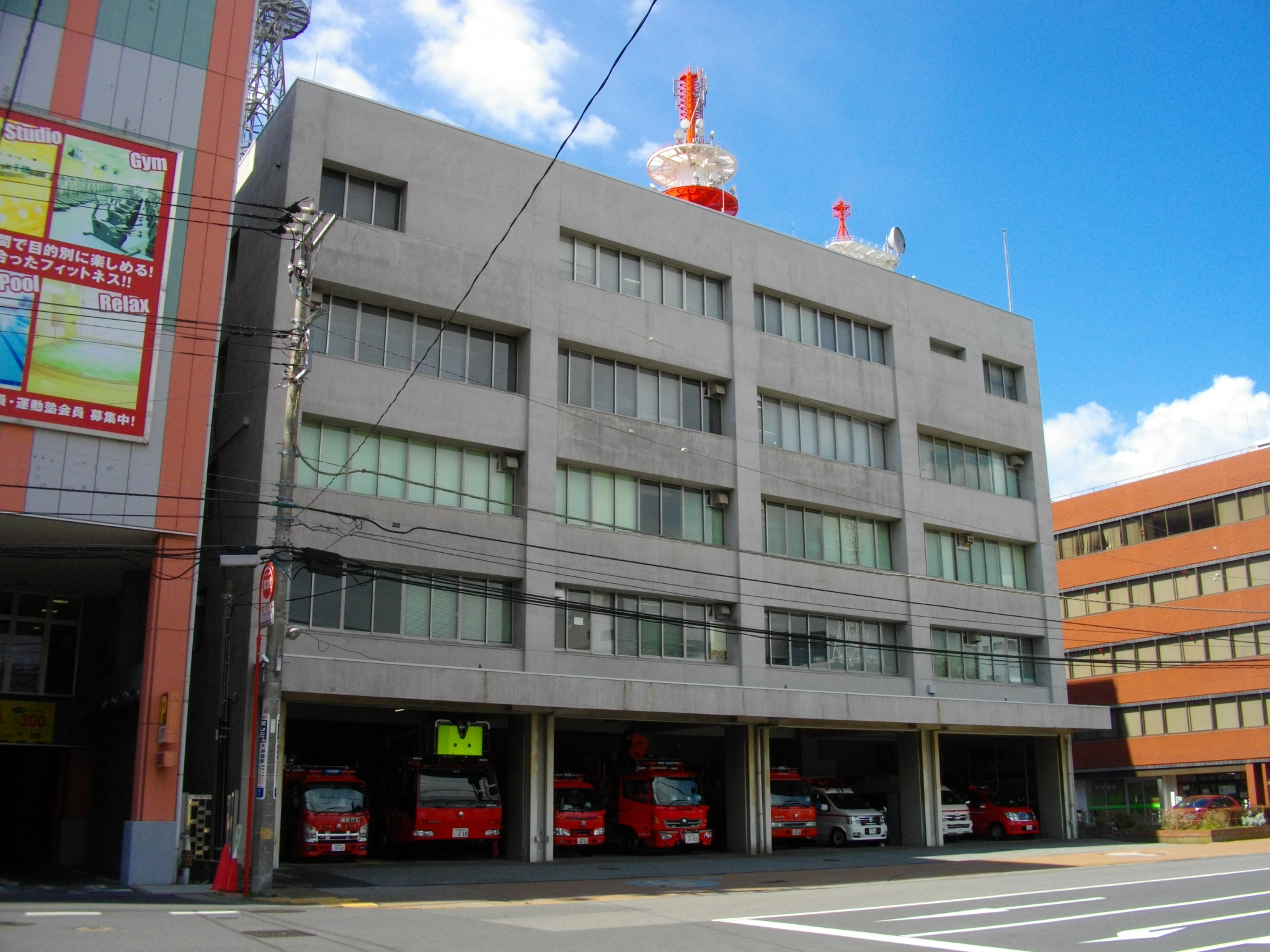
船橋市中央消防署
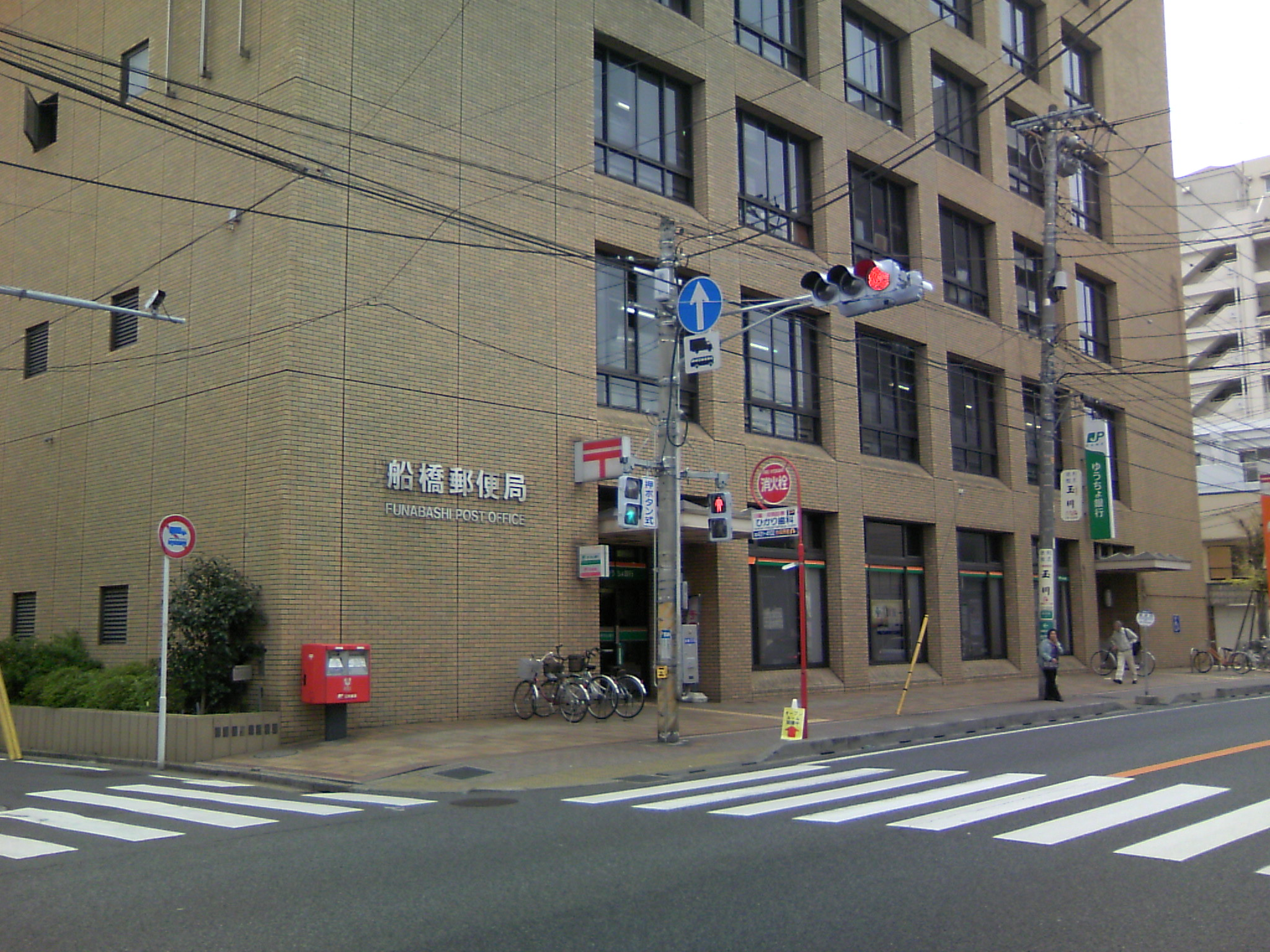
船橋郵便局
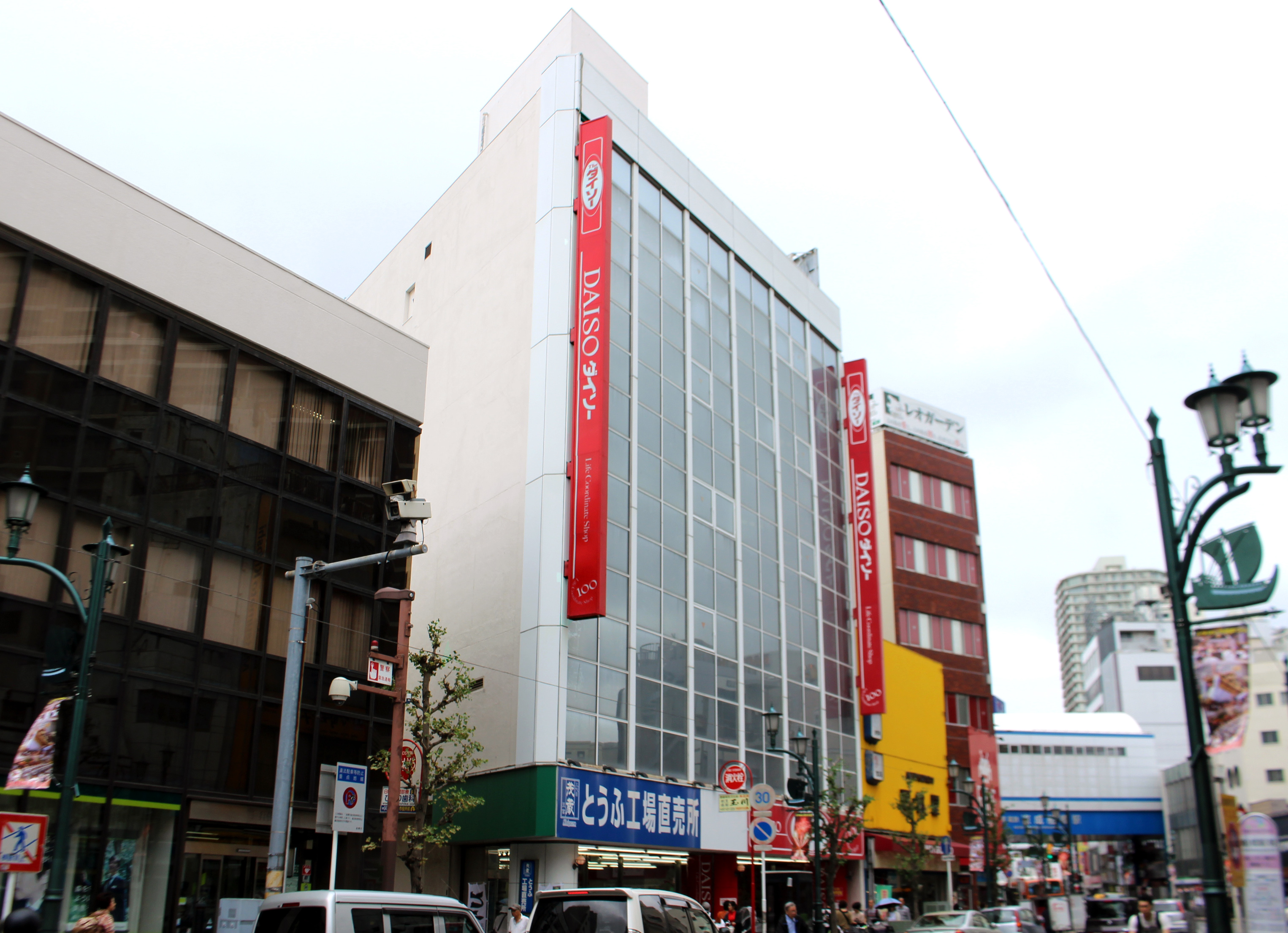
ダイソーギガ船橋店
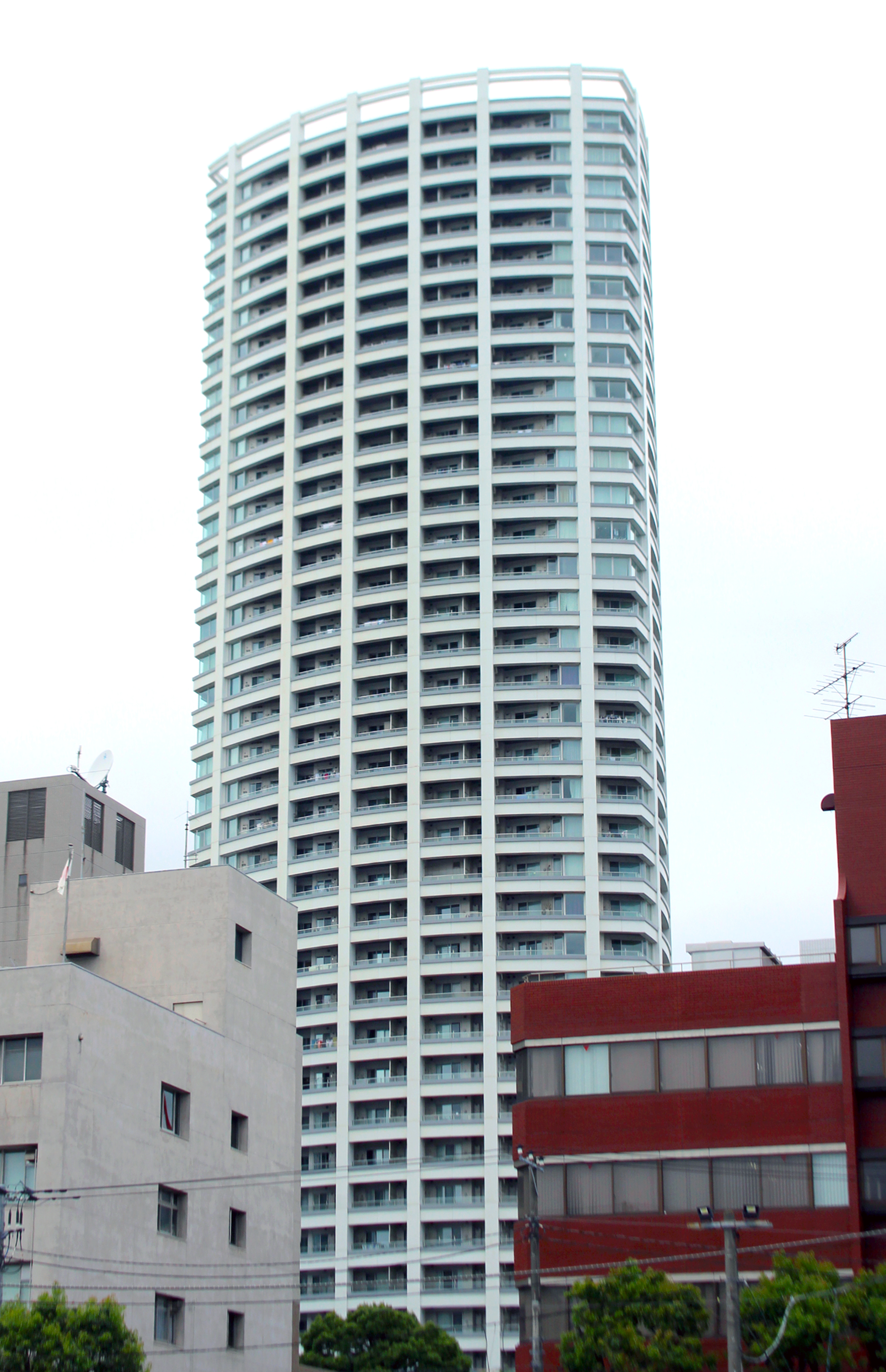
パークハウスプレシアタワー

## バス路線

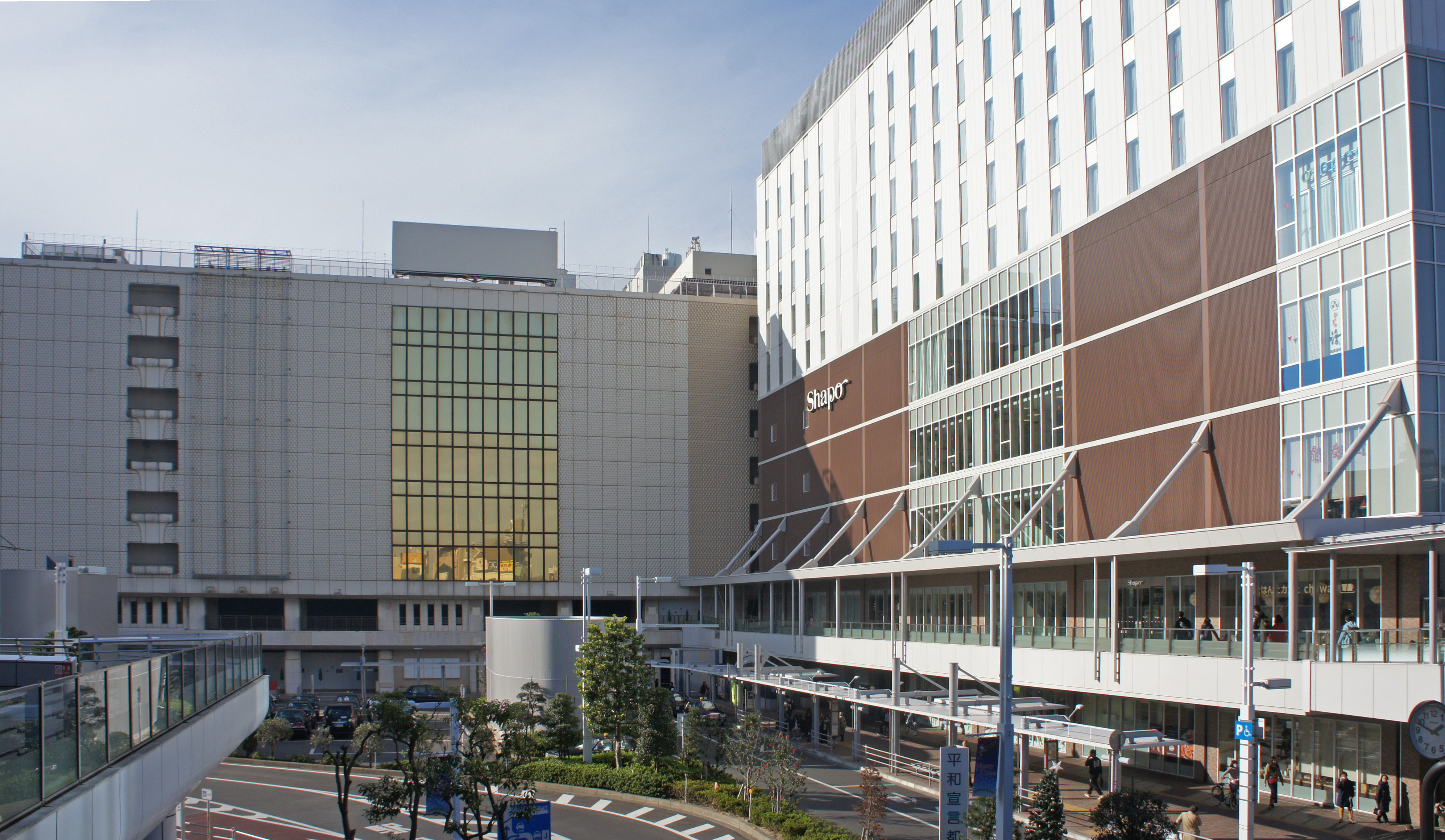
1番・2番バス停留所 シャポー船橋（船橋駅の駅ビル）前

「船橋駅#バス路線」も参照。なお、当駅始発のバス停は船橋駅（南口）の3番のりばという扱いとなっている。また、船橋駅始発の路線にも「京成船橋駅」バス停がある。反対に、船橋駅方向に向かうバスは基本的に京成船橋駅を終点とする。
| 乗場       | 系統      | 主要経由地                 | 行先             | 運行事業者                                                        | 所管 | 備考                  |
| ---------- | --------- | -------------------------- | ---------------- | ----------------------------------------------------------------- | ---- | --------------------- |
| 1番        |           |                            |                  | ■京成バス千葉セントラル ■京成バス ■京急バス ■京成バス千葉イースト |      | 船橋駅#バス路線を参照 |
| 2番        |           |                            |                  | ■京成バス千葉セントラル ■京成バス ■京急バス ■京成バス千葉イースト |      | 船橋駅#バス路線を参照 |
| 3番        | 船61      | 日の出町・丸善             | 船橋海浜公園     | ■京成バス千葉セントラル                                           |      |                       |
| 3番        | 船61      | 日の出町・二俣新道         | 船橋海浜公園     | ■京成バス千葉セントラル                                           |      |                       |
| 3番        | 船61      | 日の出町                   | 丸善             | ■京成バス千葉セントラル                                           |      |                       |
| 3番        | 船62      | 日の出町・二俣新道・潮見町 | 船橋海浜公園     | ■京成バス千葉セントラル                                           |      |                       |
| 3番        | 船63      | 南本町小学校・二俣新道     | 船橋海浜公園     | ■京成バス千葉セントラル                                           |      |                       |
| 3番        | 船63      | 南本町小学校               | 丸善             | ■京成バス千葉セントラル                                           |      |                       |
| 杉山ビル前 | OWL LINER | なんば大阪木津市場・新今宮 | りんくうタウン駅 | アウル交通（ワールドツアーシステム）                              |      |                       |

## 隣の駅
京成電鉄
 本線
- ■「モーニングライナー」・■「イブニングライナー」停車駅

■快速特急・■特急・■通勤特急
京成八幡駅 (KS16) - 京成船橋駅 (KS22) - 京成津田沼駅 (KS26)
■快速
東中山駅 (KS19) - 京成船橋駅 (KS22) - 船橋競馬場駅 (KS24)
■普通
海神駅 (KS21) - 京成船橋駅 (KS22) - 大神宮下駅 (KS23)